# 马拉瓦赫
马拉瓦赫（阿拉伯语：ملوح）是索马里、也门的传统饮食中的一种炸面饼。

## 概述
马拉瓦赫外形像是一个厚煎饼，但其实是由多层薄质的、涂有油或脂肪的酥皮制成，并在平底锅上加温煎熟。传统上常与煮熟的鸡蛋、苏胡克（سَحاوِق）、碎番茄酱同食，也可佐以脱乳清酸奶和果酱或者搭配蜂蜜食用。
马拉瓦赫与雅赫南类似，使用层压面团制成，故而可能是塞法迪犹太人创制的酥皮糕点的变种之一。有观点推测这种食物可能是被西班牙驱逐出境的犹太人带到也门的。马拉瓦赫目前是也门犹太人的主食之一。这道菜也经犹太移民带到以色列，成为不同背景与族群的以色列人都喜欢的一种治愈美食。冷冻的马拉瓦赫可以代替面团，成为不同菜肴的主料。
在也门的马拉瓦赫在制作、味道和质地上，均与索马里的马拉瓦赫（malawax）相似，后者通常配以厚重的酥油与蜂蜜，作为周末的早饭。它也与印度南部的印度油饼（又名喀拉拉邦油饼）、印度北部的拉卡油饼（英語：Lachha paratha）相似，这两种油饼均是印度饮食中的流行面食。它也类似于常出现于北非摩洛哥和阿尔及利亚（柏柏尔）料理中的曼斯曼。曼斯曼在食用时可搭配蜂蜜与奶油，也可搭配红辣椒与番茄等调料。

## 相关
- 阿拉伯飲食
- 也门饮食（英语：Yemeni cuisine）
- 索马里饮食（英语：Somali cuisine）
- 犹太人饮食
- 扎克纳（英语：Jachnun）
- 姬瓦菜（英语：Ziva (dish)）
- 米兹拉希犹太人的饮食（英语：Cuisine of the Mizrahi Jews）
- 以色列饮食